# Биби-Эйбат
Биби-Эйбат (азерб. Bibiheybət) — посёлок в Сабаильском районе Баку.

## История

### Новейшая история
В 2007 году в связи с расширением Биби-эйбатской автомагистрали и реконструкцией одноимённой мечети несколько десятков семей поселка Биби-Эйбат были переселены в новые дома. Также в поселке были отстроены спортивный стадион, детский сад, а вокруг нового стадиона разбит парк для обеспечения населения местом культурно-массового отдыха.

## Население
По расчётам экспертов население посёлка в 2013 году составило 2 227 человек.
|                   | 2005 (оценка) | 2007 (оценка) | 2011 (оценка) | 2013 (расчёт) |
| ----------------- | ------------- | ------------- | ------------- | ------------- |
| Численность, чел. | 1 400         | 1 400         | 2 000         | 2 227         |

## Мечеть

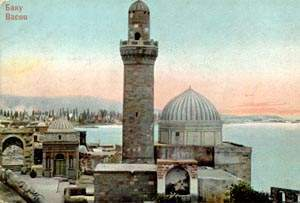
Мечеть Биби-Эйбат на открытке времён Российской империи

В Биби-Эйбате расположен комплекс «Мечеть Биби-Эйбат». Во второй половине XIII века ширваншах Абу-л-Фатх Фаррухзад построил мечеть, которая была полностью разрушена большевиками в 1936 году. В конце 1990-х годов мечеть была вновь воссоздана. Существующий ныне комплекс, включающий в себя мечеть и усыпальницы почитаемых людей, является одним из значительных памятников исламского зодчества Азербайджана.

## Месторождение

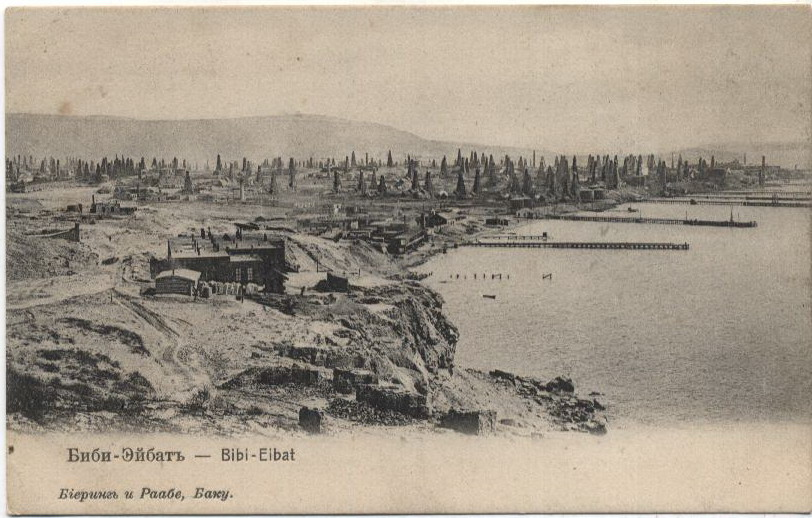
Открытка имперских годов с изображением Биби-Эйбата

Возле посёлка Биби-Эйбат находится одноимённое нефтегазоконденсатное месторождение. До середины XIX века нефть добывалась из колодцев, а уже в январе 1846 года в Биби-Эйбате была пробурена первая в мире нефтяная скважина ударным способом с применением деревянных штанг. Здесь же на специально созданной платформе была пробурена первая в бывшем СССР морская скважина. Ряд нефтей из этого месторождения не содержат твердых парафинов и могут быть использованы для производства смазочных масел.